# Popice
Popice är en ort i Tjeckien.   Den ligger i regionen Södra Mähren, i den sydöstra delen av landet, 210 km sydost om huvudstaden Prag. Popice ligger 187 meter över havet och antalet invånare är 954.
Terrängen runt Popice är platt västerut, men österut är den kuperad.Runt Popice är det ganska tätbefolkat, med 67 invånare per kvadratkilometer. Närmaste större samhälle är Hustopeče, 5,4 km öster om Popice. Trakten runt Popice består till största delen av jordbruksmark.